# Схрёдерс, Вилли
Вилли Схрёдерс (нидерл. Willy Schroeders 9 декабря 1932, Sint-Agatha-Rode, Брабант — 28 октября 2017, Волюве-Сен-Ламбер) — бельгийский профессиональный шоссейный велогонщик в 1955-1965 годах. 

## Достижения
1954
1-й — Этапы 1 и 6 Тур Австрии
2-й Тур Пуэрто-Рико — Генеральная классификация
1-й — Этап 4
1957
1-й Гран-при Зоттегема
1-й — Этап 3 Вуэльта Каталонии
7-й Гент — Вевельгем
1958
9-й Гент — Вевельгем
1959
2-й Брюссель — Ингойгем
1960
1-й De Drie Zustersteden
1961
1-й — Этапы 3 и 19 Джиро д’Италия
2-й Тур Лимбурга
3-й Брабантсе Пейл
3-й Тур Бельгии — Генеральная классификация
8-й Тур Германии — Генеральная классификация
1962
1-й Гран-при Вилворде
Тур де Франс
 Лидер в Генеральной классификации после Этапов 9 — 11
1-й — Этап 2b (КГ)
1-й — Этап 6 Джиро д’Италия
2-й Тур Люксембурга — Генеральная классификация
4-й Милан — Сан-Ремо
5-й Тур Романдии — Генеральная классификация
1963
1-й Брюссель — Ингойгем
3-й Милан — Сан-Ремо
1964
4-й E3 Харелбеке

## Статистика выступлений

### Гранд-туры
| Гранд-тур                 | 1961 | 1962 | 1963 |
| ------------------------- | ---- | ---- | ---- |
| Джиро д’Италия            | 13   | НФ   | —    |
| Тур де Франс              | —    | НФ   | НФ   |
| (c 2010 ) Вуэльта Испании | —    | —    | 48   |

| —  | Не участвовал  |
| НФ | Не финишировал |